# Piața Sudului
Piața Sudului – stacja metra w Bukareszcie, na linii M2. Stacja została otwarta w 1986.